# 范瑞娟

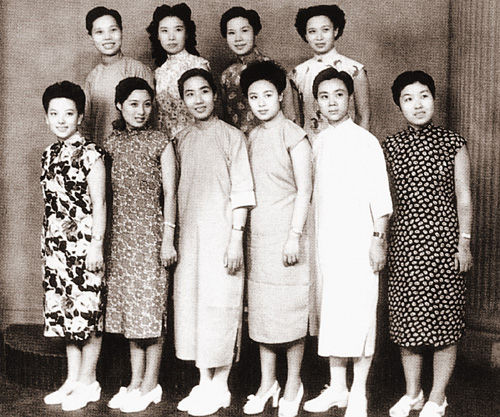
越剧10姐妹，范瑞娟-前排左起五

范瑞娟（1924年1月6日—2017年2月17日），浙江嵊州人，中国越剧表演艺术家，一级演员，越剧十姐妹之一。

## 生平
1924年，出生于浙江嵊县（今嵊州市）黄泽镇。
1935年开始学戏。1945年，参加雪声剧团。1947年，参加联合义演《山河恋》。1949年，与傅全香重建东山越艺社。1951年8月，加入华东越剧实验剧团。1952年在第一届全国戏曲观摩演出大会上，与傅全香、袁雪芬等合演了《梁山伯与祝英台》、《白蛇传》获演员一等奖。1953年与袁雪芬合作主演的《梁山伯与祝英台》拍摄成我国第一部大型彩色戏曲影片，1956年获文化部颁发的“1949—1955年优秀影片奖”荣誉奖。1960年，随上海越剧院一团调京成立北京越剧团。次年北京越剧团撤销，仍回归上海越剧院。“文化大革命”后，重排《孔雀东南飞》、《李娃传》，并数次赴港献演。1989年随出访团去美国演出《梁山伯与祝英台》、《李娃传》。
2017年2月17日逝世，享年93岁。

## 艺术成就
范瑞娟专长越剧小生，有“范派”之称。代表作为《白蛇传》、《西厢记》、《打金枝》、《梁山伯与祝英台》、《孔雀东南飞》等。
1945年，在演出《梁祝哀史》“山伯临终”一场中与琴师周宝财配合创造了“弦下调”。
弟子及传人有章瑞虹、韩婷婷、方雪雯、吴凤花、张志明等。

## 百年诞辰

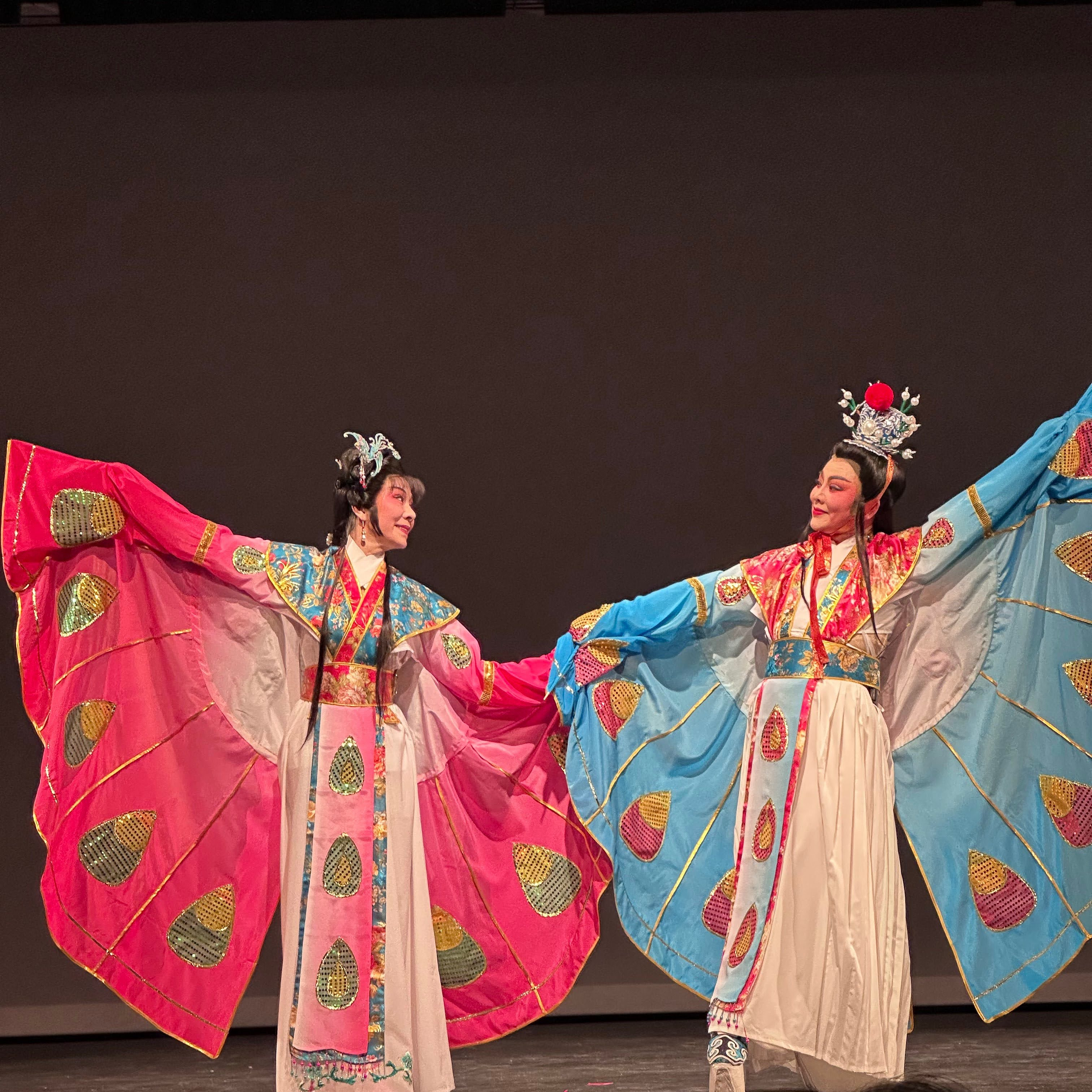
2024梁祝越剧音乐剧剧照化蝶

2024年9月7日，为纪念范瑞娟诞辰100周年暨《梁山伯与祝英台》电影公映70周年，在海外的范派弟子蔡新芬和裴燕等演员在纽约百老汇交响乐空间剧场举办公益越剧创新音乐剧《梁山伯与祝英台》，取得巨大成功，美国东岸700多名越剧迷出席观看。